# Борис Хвойнев
Борис Хвойнев е български футболист.

## Биография
Роден в Смолян, още като дете е в школата на „Ботев“, Пловдив, където дебютира в мъжкия състав през сезон 1985/1986 при загубата във Враца от „Ботев“, Враца с 4:0.
Състезава се в „Ботев“ от 1985 до 2000 година, като има малки прекъсвания, за полусезон е в ЦСКА (1992/1993). През сезон 1995/1996 за първи път не записва никакъв мач за „Ботев“, като през целия сезон играе за „Локомотив“, София. Играе още в „Алки“ (Кипър) и „Марица“, Пловдив отново за полусезон.
През сезон 1998/1999 преминава в „Ла Валета“, като става шампион на Малта с тима и се нарежда сред 8-те пловдивчани шампиони в чужбина.
Играе в 252 мача и бележи 73 гола. Носител на сребърен медал през 1986 година и бронзов медалист през 1985, 1987, 1988, 1993, 1994 и 1995 година от шампионатите на „А" РФГ. Има 2 мача за националния отбор.